# Joseph Ryan
Pour les articles homonymes, voir Joseph Ryan (homonymie).
Joseph Ryan est un rameur en aviron américain. Il a remporté la médaille d'or en deux sans barreur aux Jeux de Saint-Louis en 1904 avec son compatriote Robert Farnan.